# أوكيها (فوكوكا)
مدينة أوكيها (بالإنجليزية: Ukiha)‏ هي أحد المدن التابعة لمحافظة فوكوكا. تأسست رسميًا في 20/03/2005. ويقدر عدد سكانها بـ 32277 نسمة حسب تقدير مكتب الإحصاء الياباني لعام 2012. تبلغ مساحة يوكيها 117.55 كم2. بكثافة سكانية تبلغ 275 نسمة/كم2.